# داگلاس ای۲دی اسکای‌شارک
داگلاس ای۲دی اسکای‌شارک (به انگلیسی: Douglas A2D Skyshark) یک هواپیمای ساختِ کارخانهٔ شرکت هواپیماسازی داگلاس در کشور ایالات متحده آمریکا است. نخستین استفاده‌کنندهٔ این هواپیما نیروی دریایی ایالات متحده آمریکا بوده‌است. این هواپیما برای نخستین بار در ۲۶ مارس ۱۹۵۰ میلادی مورد استفاده قرار گرفت.